# Gole di Pennadomo e Torricella Peligna
Gole di Pennadomo e Torricella Peligna este o arie protejată (arie specială de conservare — SAC, sit de importanță comunitară — SCI, arie de protecție specială avifaunistică — SPA) din Italia întinsă pe o suprafață de 269 ha, integral pe uscat.

## Localizare
Centrul sitului Gole di Pennadomo e Torricella Peligna este situat la coordonatele 42°00′56″N 14°19′29″E / 42.015556°N 14.324722°E.

## Înființare
Situl Gole di Pennadomo e Torricella Peligna a fost declarat arie de protecție specială avifaunistică în decembrie 2019 pentru a proteja 9 specii de animale. Alte tipuri de protecție:
- sit de importanță comunitară (în septembrie 2003)
- arie specială de conservare (în decembrie 2018)[1][3][4]

## Biodiversitate
Situată în ecoregiunea continentală, aria protejată conține 6 habitate naturale: Râuri mediteraneene cu debit permanent cu specii de Paspalo-Agrostidion și galerii riverane de Salix și de Populus alba, Păduri de Quercus ilex și Quercus rotundifolia, Pante stâncoase calcaroase cu vegetație casmofită, Pseudostepă cu ierburi și specii anuale de Thero-Brachypodietea, Formațiuni de Juniperus communis pe lande sau pajiști calcaroase, Păduri de stejar alb estice.
La baza desemnării sitului se află mai multe specii protejate:
- păsări (5): caprimulg (Caprimulgus europaeus), șoim călător (Falco peregrinus), sfrâncioc roșiatic (Lanius collurio), gaia roșie (Milvus milvus), fluturașul de stâncă (Tichodroma muraria)
- mamifere (2): vidră de râu (Lutra lutra), liliacul mare cu potcoavă (Rhinolophus ferrumequinum)
- pești (1): Barbus plebejus
- reptile (1): șarpele cu patru dungi (Elaphe quatuorlineata)

Pe lângă speciile protejate, pe teritoriul sitului au mai fost identificate 4 specii de plante, 5 specii de păsări, 1 specie de amfibieni, 1 specie de nevertebrate.